# 严克强
严克强（1934年—2008年1月4日），男，壮族，广西龙州人，中华人民共和国政治人物。曾任中华人民共和国水利部原副部长，中华全国工商业联合会原副主席，第七、九届全国人大代表，第八届全国政协常委。

## 生平
1998年3月，第九届全国人大第一次会议上，他当选全国人民代表大会常务委员会委员。